# Kanton Auxerre-3
Der Kanton Auxerre-3 ist seit 2015 ein französischer Wahlkreis für die Wahl des Départementrats im Département Yonne in der Region Bourgogne-Franche-Comté. Er umfasst sieben Gemeinden im Arrondissement Auxerre und hat sein Bureau centralisateur in Auxerre.

## Gemeinden
Der Kanton besteht aus sieben Gemeinden und Gemeindeteilen mit insgesamt 15.110 Einwohnern (Stand: 1. Januar 2022) auf einer Gesamtfläche von 102,65 km²:
| Gemeinde             | Einwohner 1. Januar 2022 | Fläche km² | Dichte Einw./km² | Code INSEE | Postleitzahl |
| -------------------- | ------------------------ | ---------- | ---------------- | ---------- | ------------ |
| Augy                 | 963                      | 5,05       | 191              | 89023      | 89290        |
| Auxerre              | 9.071                    | 20,23      | 448              | 89024      | 89000, 89290 |
| Bleigny-le-Carreau   | 282                      | 10,29      | 27               | 89045      | 89230        |
| Champs-sur-Yonne     | 1.534                    | 4,39       | 349              | 89077      | 89290        |
| Quenne               | 489                      | 8,72       | 56               | 89319      | 89290        |
| Saint-Bris-le-Vineux | 1.024                    | 31,23      | 33               | 89337      | 89530        |
| Venoy                | 1.747                    | 22,74      | 77               | 89438      | 89290        |
| Kanton Auxerre-3     | 15.110                   | 102,65     | 147              | 8903       | –            |

1. ↑   Nur der nordöstliche Teil der Gemeinde, der Rest verteilt sich auf die Kantone Auxerre-1, Auxerre-2 und Auxerre-4.